# Corriente magallánica

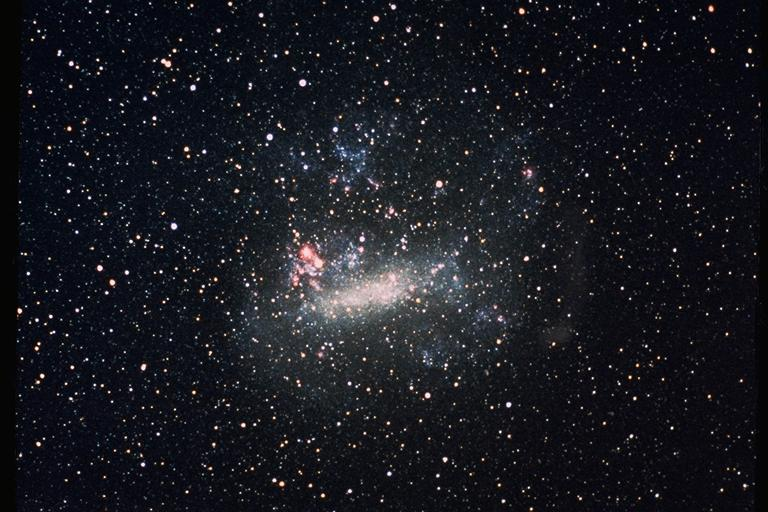
La gran nube de Magallanes.

La Corriente magallánica es un flujo de hidrógeno neutro (HI) formado por la interacción gravitacional de la Vía Láctea y las nubes de Magallanes.
Fue descubierto por Wannier y Tirion en 1972, mientras que dos años después fue establecida la relación entre la corriente y las nubes de Magallanes; antes de su descubrimiento, se había observado una anomalía en la velocidad de las nubes de gas de aquella área, pero las nubes todavía no habían sido cartografiadas y por lo tanto no se relacionó con las dos galaxias satélites, la naturaleza de esta nube era excepcional, la longitud se calculaba en cerca de 600.000 años luz, lo que suponía 180 Kiloparsec (de hecho se extiende exactamente 180° en el cielo), con una distancia media de cerca de 180 000 años luz (55 Kpc). 

## Observación y modelos estructurales
Los científicos pueden producir modelos que puedan explicar las antiguas órbitas de sus componentes gracias a la proximidad de las dos nubes de Magallanes a nuestra galaxia y a la consecuente posibilidad de resolver sus componentes estelares y, en algunos casos, su paralaje; los primeros modelos propuestos en 1980 eran simples y sin mucho detalles. En 1998, a consecuencia del mapeo del cielo en todas las longitudes de onda, se descubrió que la masa de la nube interestelar proveniente de la nube de Magallanes estaba conectada a la misma nube, demostrando la existencia de un brazo adelantado; además, fue identificada la relación de los componentes químicos entre la corriente y las dos nubes.
Los nuevos modelos han sido elaborados a partir del descubrimiento del brazo avanzado y han considerado los efectos de la gravedad a través del campo de marea, incluyendo los movimientos del halo galáctico, la dinámica del gas, la formación estelar y la evolución química. A través de estos elementos se piensa que las fuerzas de marea actúan básicamente sobre la pequeña Nube de Magallanes, ya que tiene una masa menor, y no se encuentra afectada de forma gravitacional, mientras la gran Nube de Magallanes se encuentra afectada por una constante hemorragia de estrellas y materia, atrapada por la intensa fuerza de gravedad de la Vía Láctea, favorecida por la presencia en la nube grande de una notable cantidad de gas.